# Кубок Чернігівської області з футболу 1990
Кубок Чернігівської області з футболу 1990 — 46-й розіграш Кубка Чернігівської області з футболу.
На всіх етапах турніру зустрічі команд складаються з одного матчу.

## Учасники
В цьому розіграші Кубку узяли участь 26 клубів.
| 1/16 фіналу - «Авангард» (Ладан) - «Автомобіліст» (Ічня) - «Вимпел» (Сосниця) - «Зірка» (Корюківка) - «Імпульс» (Борзна) - «Іскра» (Городня) - «Колос» (Мена) - «Кооператор» (Бахмач) - «Металіст» (Ніжин) - «МКЗ» (Срібне) - «Нафтовик» (Варва) - «Нафтовик» (Талалаївка) - «Нива» (Бобровиця) - команда Носівського району - «Ревна» (Новгород-Сіверський) - «Сокіл» (Щорс) - «СПТУ-30» (Куликівка) - «Старт» (Семенівка) - «Старт» (Талалаївка) - «Темп» (Ріпки) | 1/8 фіналу - «Буревісник» (Чернігів) - «Колос» (Криски) - «Нива» (Малківка) - «Політехнік» (Чернігів) - «Радіодеталь» (Остер) - «Хвиля» (Киїнка) |

## 1/16 фіналу
| Команда 1                     | Команда 2               | Рахунок |
| ----------------------------- | ----------------------- | ------- |
| «Ревна» (Новгород-Сіверський) | «Старт» (Семенівка)     | 3:2     |
| «Зірка» (Корюківка)           | «Вимпел» (Сосниця)      | 2:0     |
| «Іскра» (Городня)             | «Сокіл» (Щорс)          | 4:1     |
| к. Носівського р-ну           | «Темп» (Ріпки)          | +:-     |
| «СПТУ-30» (Куликівка)         | «Колос» (Мена)          | 4:0     |
| «Нафтовик» (Варва)            | «МКЗ» (Срібне)          | 4:0     |
| «Старт» (Талалаївка)          | «Автомобіліст» (Ічня)   | +:-     |
| «Імпульс» (Борзна)            | «Кооператор» (Бахмач)   | 0:2     |
| «Авангард» (Ладан)            | «Нафтовик» (Талалаївка) | +:-     |
| «Металіст» (Ніжин)            | «Нива» (Бобровиця)      | 2:0     |

## 1/8 фіналу
| Команда 1                     | Команда 2               | Рахунок |
| ----------------------------- | ----------------------- | ------- |
| «Хвиля» (Киїнка)              | «Буревісник» (Чернігів) | 2:4     |
| «Зірка» (Корюківка)           | «Іскра» (Городня)       | 1:0     |
| к. Носівського р-ну           | «СПТУ-30» (Куликівка)   | 2:5     |
| «Нафтовик» (Варва)            | «Старт» (Талалаївка)    | 5:0     |
| «Кооператор» (Бахмач)         | «Авангард» (Ладан)      | 1:2     |
| «Металіст» (Ніжин)            | «Нива» (Малківка)       | 1:2     |
| «Ревна» (Новгород-Сіверський) | «Колос» (Криски)        | -:+     |
| «Радіодеталь» (Остер)         | «Політехнік» (Чернігів) | +:-     |

## 1/4 фіналу
| Команда 1               | Команда 2             | Рахунок |
| ----------------------- | --------------------- | ------- |
| «Буревісник» (Чернігів) | «Колос» (Криски)      | +:-     |
| «Зірка» (Корюківка)     | «СПТУ-30» (Куликівка) | 6:0     |
| «Авангард» (Ладан)      | «Нафтовик» (Варва)    | 2:1     |
| «Нива» (Малківка)       | «Радіодеталь» (Остер) | 3:2     |

## 1/2 фіналу
| Команда 1           | Команда 2               | Рахунок |
| ------------------- | ----------------------- | ------- |
| «Зірка» (Корюківка) | «Буревісник» (Чернігів) | 0:3     |
| «Авангард» (Ладан)  | «Нива» (Малківка)       | 2:0     |

## Фінал
| Команда 1          | Команда 2               | Рахунок |
| ------------------ | ----------------------- | ------- |
| «Авангард» (Ладан) | «Буревісник» (Чернігів) | 5:2     |